# Клірвотер (Небраска)
Клірвотер (англ. Clearwater) — селище (англ. village) в США, в окрузі Антелоуп штату Небраска. Населення — 320 осіб (2020).

## Географія
Клірвотер розташований за координатами 42°10′15″ пн. ш. 98°11′23″ зх. д. / 42.17083° пн. ш. 98.18972° зх. д. (42.170698, -98.189727).  За даними Бюро перепису населення США в 2010 році селище мало площу 0,95 км², уся площа — суходіл.

## Демографія
Згідно з переписом 2010 року, у селищі мешкало 419 осіб у 157 домогосподарствах у складі 109 родин. Густота населення становила 441 особа/км².  Було 182 помешкання (192/км²).
Расовий склад населення:
| - 93,1 % — білих - 0,5 % — азіатів - 0,2 % — чорних або афроамериканців - 5,3 % — осіб інших рас |

До двох чи більше рас належало 1,0 %. Частка іспаномовних становила 11,5 % від усіх жителів.
За віковим діапазоном населення розподілялося таким чином: 32,2 % — особи молодші 18 років, 54,7 % — особи у віці 18—64 років, 13,1 % — особи у віці 65 років та старші. Медіана віку мешканця становила 31,9 року. На 100 осіб жіночої статі у селищі припадало 103,4 чоловіків;  на 100 жінок у віці від 18 років та старших — 108,8 чоловіків також старших 18 років.
Середній дохід на одне домашнє господарство  становив 44 791 долар США (медіана — 45 750), а середній дохід на одну сім'ю — 49 563 долари (медіана — 48 672). За межею бідності перебувало 12,3 % осіб, у тому числі 17,5 % дітей у віці до 18 років та 4,4 % осіб у віці 65 років та старших.
Цивільне працевлаштоване населення становило 170 осіб. Основні галузі зайнятості: освіта, охорона здоров'я та соціальна допомога — 23,5 %, сільське господарство, лісництво, риболовля — 15,3 %, будівництво — 14,1 %.